# 太政官札
太政官札（日语：／ Dajōukan-satsu）是日本于庆应四年（1868年）五月至明治二年（1870年）五月之间发行的一种纸币，也是日本历史上第一套全国发行的纸币。

## 概况
1868年，日本“王政复古”，明治天皇颁布《五条御誓文》，被视为明治维新的开始。为向民间提供资金，以达到“殖产兴业”的目的，明治政府接纳时任参与兼会计事物挂由利公正的建议，发行纸币。庆应四年（1868年）闰四月十九，明治政府发布公告，正式宣布发行太政官札。公告称，发行太政官札只是权宜之计，发行期为13年，沿用江户时代的货币单位（两、分、朱），预计发行额为3000万两，并设置商法司作为货币发行机构。明治政府规定，用旧货币上缴赋税时，也要根据政府规定的旧币与太政官札的兑换比例折算，太政官札事实上已成为与贵金属脱钩的日本法定货币。
1868年5月25日，太政官札正式开始发行。太政官札最初计划发行3000万两，最终实际发行的数额是约4800万两。由于财政困难，太政官札被普遍认为是为了解决财政困难而迫不得已发行的法定纸币。事实上，流通的太政官札中，超过六成被用于填补财政赤字，另外不足四成的太政官札以“石高贷”和“劝业贷”的形式贷给各藩。然而由于各藩消极对待，以及信用不足导致打折流通、政府内部人士反对等原因，太政官札的推广并不顺利。即使是推行阻力较小的在东京、京都和大阪，由于信用不足，100两太政官札一度只能兑换40两正币。即使明治政府禁止差额兑换，这一现象仍然愈演愈烈。另外，当时的币制混乱也导致了太政官札贬值。除太政官札与金本位正币外，日本的流通货币还有各地方发行的“藩札”、旧幕府纸币以及各地“为替会社”发行的货币。
迫于压力，明治政府于1868年12月4日发出布告，以便于流通为理由，允许太政官札按时价通用，解除对贴水者加以处罚的命令；1869年12月24日，又发出布告，以正币100两兑换太政官札120两这一行市为纳税的基准。1869年，最早主张发行太政官札的由利公正辞职，由大隈重信接手财政事务。大隈首先以巨额贷款筹集到了储备金。1869年，明治政府先后发布多个太政官布告，申明太政官札为可兑换纸币，在1869年冬季到1872年冬季为止的四年时间内，允许与新铸造的正币兑换，在上述时限内未能兑换的部分按每月5%支付利息予以偿还，并规定了太政官札发行额的上限，强调禁止太政官札按时价流通，严禁在太政官札与正币之间设差价。由于大隈重信的措施，加上德川幕府已经灭亡，原幕府发行的货币逐渐失去了政治上的信用的支撑，再加上大量劣币、赝币的泛滥使得原有正币行市急剧下跌，使太政官札的行市上升，最终得以在全国按平价流通开来。
1871年，明治政府颁布《新货条例》，原先的“两”改为“圆”，旧太政官札1两可兑换新币1圆。此后太政官札仍在市面上流通，直到1889年1月。

## 票面及面值
太政官札起初分为拾两、壹两、壹分、壹朱四种面值，后来发行了伍两面值钞票。正面以汉字标明面值“金○两”及发行方“太政官会计局”，背面写有汉字“庆应戊辰发行　通用十三年限”。
| 面值 | 发行量        |
| ---- | ------------- |
| 拾两 | 20,332,890两  |
| 伍两 | 5,969,685两   |
| 壹两 | 15,485,798两  |
| 壹分 | 5,161,296.1两 |
| 壹朱 | 1,050,330.3两 |

## 相关人物
日本二战前四大财阀之一，有着“金融财阀”之称的安田财阀的创始人安田善次郎在创业初期即是靠与太政官札相关的贷款业务而发家的。